# Шанаєв Жорж Іванович

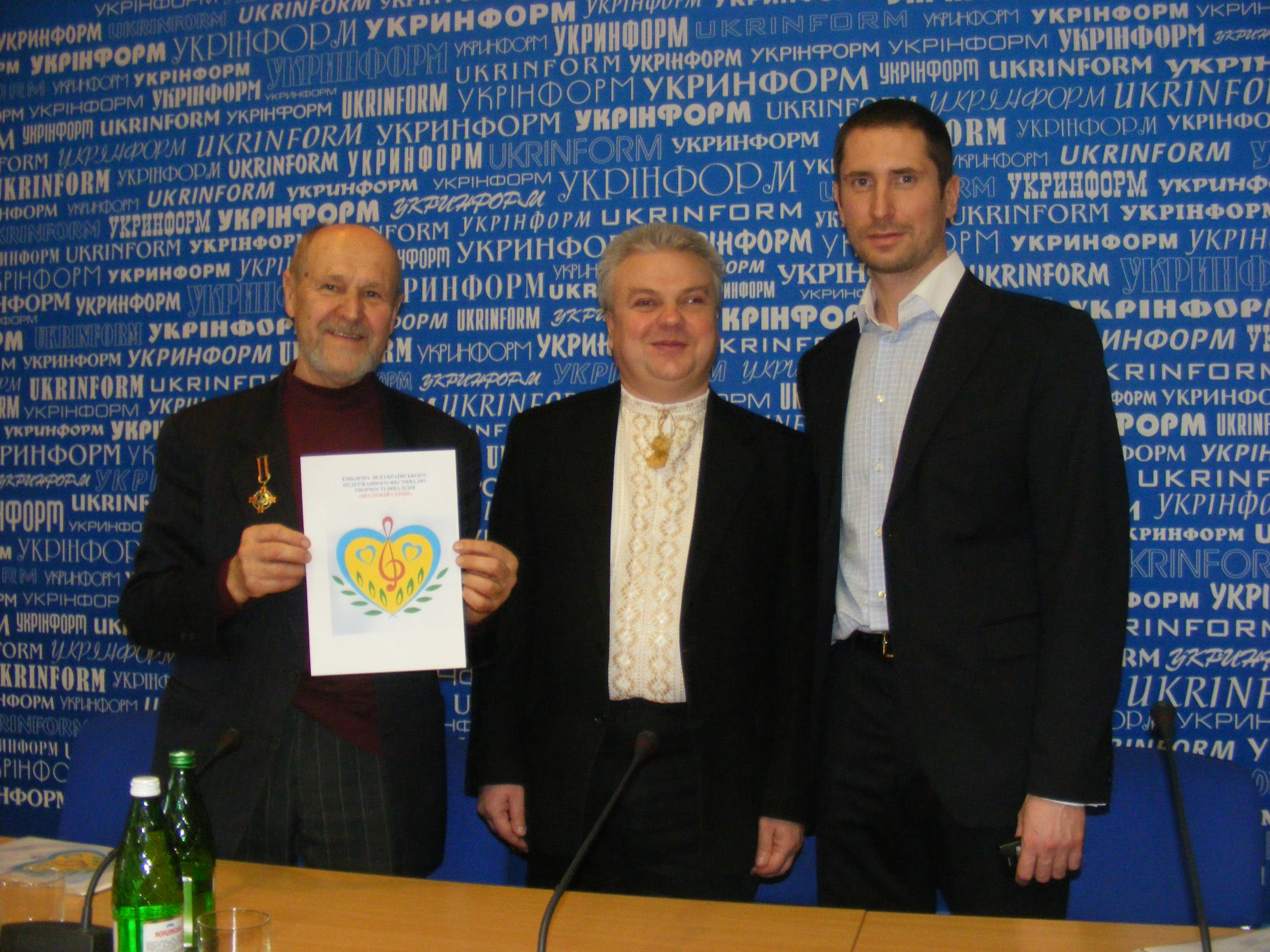
Жорж Шанаєв (ліворуч) на презентації Фестивалю Неспокій серця (2010 рік)

Жорж Іванович Шанаєв (нар. 15 червня 1936, Київ, Українська РСР, СРСР) — український художник-графік, поет, музикант, виконавець бардівської пісні, член Національної спілки художників України, лауреат літературно-мистецької премії ім. І. Нечуя-Левицького (2012 р.), член Спілки творчої інтелігенції «Центру духовного розвитку і творчої ініціативи «Гармонія», почесний член Народної академії творчості інвалідів України, лауреат Державної премії СРСР.

## Життєпис
Жорж Шанаєв народився 1936 року у м. Києві. Під час Голодомору його маму, Ольгу Микитівну Лановик (Шанаєву), врятувала від голоду рідна тітка Марія, що працювала в Києві. Відвідуючи взимку 1933 року рідних у селі Шпичинці Ружинського (Вчорашайнського) району Житомирської області, Марія застала абсолютно одну Олю розпухлу від голоду, бо її мати, батько і брат померли від голоду. Жінка забрала дівчинку з собою. Так вижила майбутня мама художника. 1955 року закінчив Київський річковий технікум. Трудову діяльність розпочав гідротехніком на річках Ангарі та Ілімі. З 1957 по 1960 роки у лавах Радянської армії служив матросом на крейсері «Д. Пожарський» на Тихоокеанському флоті.
З 1969 року працював водолазом в організаціях Академії наук УРСР та нафтової промисловості. Паралельно навчався на вечірньому факультеті Київського інженерно-будівельного інституту, який закінчив 1972 року. Після здобуття вищої освіти, з 1975 по 2000 рік працював водолазом, науковим співробітником, а згодом керівником групи підводного склеювання Інституту хімії високомолекулярних сполук НАН України.
У 1986 році брав участь у ліквідації наслідків Чорнобильської катастрофи. Виконував роботи з герметизації конструкцій споруджуваного «Укриття» («Саркофагу») над четвертим зруйнованим блоком.
В січні 2006 року брав участь в експедиції на коралові рифи Єгипетського підводного заповідника в Червоному морі (м. Хургада).

## Творчість
Жорж Шанаєв — автор 20 винаходів, декілька раціоналізаторських пропозицій, понад 150 науково-технічних публікацій.
Митець захоплюється графікою, карбуванням по металу, різьбленням по дереву, фотографією. Виконує під акомпанемент гітари власні пісні. Двічі лауреат фестивалів народних танців.
Як каскадер-водолаз знімався у документальних та науково-популярних фільмах: «На острові Березань», «На острові Мідному», «Клей та вода», «На шляху до океану» тощо.

## Нагороди та відзнаки
- орден «За відвагу у надзвичайній ситуації»;
- орден «За мужність, честь та милосердя» (2006);
- орден «Знак пошани» (2007)
- медаль «Винахідник СРСР»;
- 11 медалей виставок ВДНГ СРСР та УРСР;
- 7 дипломів науково-технічних конкурсів;
- Державна премія СРСР у галузі науки і техніки за розробку технології підводного склеювання (1985, вперше у водолазній практиці).
- Літературно-мистецька премія імені Івана Нечуя-Левицького (2012).